# テリー・ギリアムのドン・キホーテ
『テリー・ギリアムのドン・キホーテ』（英: The Man Who Killed Don Quixote）は、テリー・ギリアム監督による2018年のファンタジー・アドベンチャー・コメディ映画。ミゲル・デ・セルバンテスの小説『ドン・キホーテ』を題材としている。映画史最大の開発地獄に陥った作品のひとつとして悪名高く、ギリアムは19年間の間に9回映画化に挑戦してその都度失敗した。この映画の日本語版公式サイトでは「映画史に刻まれる呪われた企画」と銘打たれている。
脚本はギリアムとトニー・グリソーニが担当。原題は直訳すると「ドン・キホーテを殺した男」で、完成して正式な邦題が決まるまでは長らくこの名で呼ばれていた。

## ストーリー
CM監督のトビーは小説「ドン・キホーテ」の偏執的なファンで、スペインで同作をモチーフにしたCMを撮っていたが、撮影に行き詰まり、いつまでも完成しなかった。夜にホテルで開かれた、自身の上司（通称：ボス）が主催する企画会議を兼ねた夕食会で、トビーはジプシーの男から海賊版DVDを売りつけられる。それは自身が10年前の学生時代に撮影した卒業制作映画で、やはり「ドン・キホーテ」を題材とした、現地の村人たちを役者に起用したものだった。行き詰まりを打開しようと、インスピレーションを得るべくDVDを観たくなったトビーは、夜更け、ボスの妻・ジャッキの部屋をたずね、映画を観ようとするが、好色なジャッキに誘惑される。さらに出張のはずだったボスの急な帰りに我を失い、変装して部屋を逃げ出す。
翌朝トビーは、卒業制作映画の舞台となった村がCM撮影現場の近くだったことに気付き、バイクを借りて向かう。再訪した村でトビーは、ヒロイン・ドゥルシネア姫に起用した村の少女・アンヘリカが成人後、女優としての成功を夢見て都会へ飛び出し、さらにドン・キホーテ役を演じた靴職人のハビエルが、自身をドン・キホーテ本人と思い込む狂人と化したことを知る。村はずれの小屋で監禁されていたハビエルの元をたずねたトビーは、ハビエルにサンチョ・パンサだと思われ、解放を乞われる。ふたりがもみくちゃになった末に失火が起き、トビーは燃える小屋を尻目に撮影現場へと逃げ帰る。
バイクのナンバーを目撃されたために、警察がCM撮影現場に急行し、トビーは護送車へ押し込まれる。護送車にはジャッキの部屋に入った「泥棒」として誤認逮捕されたジプシーの男もいた。道すがら、護送車の前に愛馬ロシナンテに跨がったハビエル（以後、ドン・キホーテ）が立ちふさがり、制止しようとした警官のひとりが誤射で死亡する。ジプシーはこの隙を見てどこかへ逃亡する。警察の追跡を恐れたトビーは、ドン・キホーテとあてのない旅をすることになる。
道中ドン・キホーテは、風車を巨人と見間違え、巨人が女性を襲おうとしていると思い込んで突撃し、怪我を負う。トビーはこの女性の住む村へドン・キホーテを担ぎ込むが、村が壁に囲まれた異様な構造であることや、住人がムスリムであることを知り、過激派のテロリストの巣窟ではないかとおびえ、夜更けを待って脱出を試みる。そこへ突如、中世の異端尋問官が異教徒の取り締まりのために現れる。ひそかに紛れ込んでいたジプシーがおとりとなり、村は救われる。しかしこれらはすべて、眠るトビーが見た夢であった。翌朝には不法滞在者である住人たちの取り締まりのために警察が村に現れ、トビーとドン・キホーテは村を離れる。
旅の途中で金貨を見つけたトビーは、岩場に隠そうとして岩の割れ目に転落する。落ちた先は滝壺で、トビーはそこで行水をしていたアンヘリカと再会する。アンヘリカは女優としてのチャンスをつかむため、「ウォッカ王」ことロシア系の実業家・アレクセイの情婦となったことを明かす。そこへ現れたドン・キホーテに対し、アンヘリカは臆することなく当然のようにドゥルシネア姫としてふるまい、騎士であるドン・キホーテに敬意を示す。その後アンヘリカは迎えに来たアレクセイの部下とともに滝壺を離れた。
そんなドン・キホーテとトビーの前に、鏡で覆われた鎧を着た騎士が現れ、「決闘を申し込む。私が勝てば要求を飲め」と告げる。ドン・キホーテは受けて立ち、「鏡の騎士」を馬から叩き落とし、決闘に勝利する。兜を取ると、正体はアンヘリカの父・ラウルだった。周囲の従者に扮した人物も彼の周囲の村人たちで、決闘はドン・キホーテを連れ帰るための算段として仕組んだ芝居だった。村人たちを見て狼狽したドン・キホーテは馬で逃げ去る。トビーはラウルに「お前は危険人物を作り、愛する娘を奪った」となじられ、殴り飛ばされる。
かつての自分の映画が村の人々に大きな影響をもたらしてしまったことを痛感したトビーはすべてに嫌気が差し、金貨をポケットに詰め込み、ひとりで荒野をさまよう。ある朝、廃墟で目を覚ますと、ドン・キホーテが自らの身体に木の枝を叩きつけ、傷だらけになっているところだった。ドン・キホーテは「こうして狂気を装えば、愛の深さや、愛がいかにして人を狂わせるかを、姫にわかってもらえるはずだ」とトビーに語る。そこへ、中世の装いをし、騎馬隊を連れたジャッキが現れる。ジャッキは近くにある古城で仮装パーティが開かれることをトビーに教え、古城のオーナーである酒造会社は次回のCMスポンサーだから、という理由でトビーをパーティに誘う。トビーが「自分のことをドン・キホーテと思い込んでいる老人を連れている」と言って断ろうとすると、ジャッキはかえって面白がり、スマートフォンでどこかへ連絡する。
古城の主は「ウォッカ王」アレクセイであり、アンヘリカやジプシーもそのそばに従者のごとく仕えていた。重臣のような装いをしたCM会社のスタッフたちも現れ、トビーに「警察については心配はいらない。彼こそがこの土地の主だ」と語る。アレクセイは部下が滝壺で隠し撮りしたトビーとアンヘリカの写真を示し、トビーに関係をただす。トビーは弁解するも、疑いが晴れないまま終わる。居心地の悪いトビーは、アンヘリカと落ち合って脱出を提案するが、「私は身分相応の場所にいるのよ」と話すアンヘリカと口論となり、思わず金貨を投げつける。しかしトビーが金貨と思い込んでいたものはワッシャーであった。
ジャッキの連絡を受けて面白がったアレクセイは、実際の『ドン・キホーテ』譚に沿った出し物（目隠しをさせて馬の模型に乗せ、月や太陽へ飛んだと思い込ませる）を作り上げて彼をからかう。馬の模型から転落したドン・キホーテは、それ以降狂気を失い、ふさぎ込むようになる。
パーティの続くある夜、アンヘリカは「逃げましょう。私たちは殺される」とトビーに告げる。トビーはドン・キホーテも連れ出そうとするが、「ここは居心地がいい」と言って首を縦に振らないためにアレクセイの部下に見つかり、アンヘリカは連れ去られる。アンヘリカを追うトビーは城の中を探し回ったすえ、ジプシーの招きで、上階のとある部屋に飛び込み、アンヘリカを見つけるが、それは巧妙に変装したジャッキであった。本物のアンヘリカは中庭の火あぶり台に縛り付けられていた。ジャッキはトビーを手篭めにしようと、手錠で縛ろうとする。トビーとジャッキが揉み合いになっているのを目撃したドン・キホーテは、仲裁に入ろうとして部屋へ駆け込む。それをジャッキの夫の「ボス」だと思い込んだトビーがドン・キホーテを殴り飛ばしたため、ドン・キホーテは勢い余って中庭に転落する。落ちたのがドン・キホーテであることを認め、火あぶり台の炎が出し物のための特殊効果であることに気づいたトビーは激しく動揺する。駆け下りたトビーに対し、ドン・キホーテは「私は靴職人のハビエルだ。君もサンチョではない。本当はわかっていたのだ」と告げ、トビーに自らのサーベルを託して息絶える。
トビーとアンヘリカは、ハビエルの亡骸を葬るため、故郷の村までの旅を始める。途中、トビーたちに3人の巨人が襲いかかり、トビーは必死に戦った末、地面に叩きつけられる。トビーが巨人と思い込んでいたのは、CM撮影現場のセットの風車だった。その言動からトビーが新たな「ドン・キホーテ」になったことを悟ったアンヘリカは、自ら「サンチョ・パンサ」を名乗り、ともに旅を続けるのだった。

## キャスト
- トビー・グリソーニ：アダム・ドライバー
  - CM監督[15]。サンチョ・パンサ（英語版）としてドン・キホーテに帯同する。旅を通じ、現実と妄想の区別がつかなくなっていく。
- ドン・キホーテ/ハビエル・サンチェス：ジョナサン・プライス
  - トビーがかつて卒業制作映画に起用した靴職人の老人。映画撮影以来、自分をドン・キホーテと思い込んでいる。
- アンヘリカ（アンジェリカ）：ジョアナ・ヒベイロ（英語版）
  - トビーがかつて卒業制作映画に起用した女性。酒造会社社長・アレクセイの情婦。トビーと再会時、体に多数のあざがあり、アレクセイの暴力が示唆されている。
- ジャッキ：オルガ・キュリレンコ
  - トビーの上司の妻。あらゆる場所でトビーを誘惑する。
- ボス：ステラン・スカルスガルド
  - トビーの雇い主で、ジャッキの夫。新たなCMクライアントとしてアレクセイを紹介する。
- ジプシー：オスカル・ハエナーダ（英語版）[16]
  - トビーの前にたびたび姿を現す謎の人物。
- ルパート: ジェイソン・ワトキンス（英語版）[17]
  - トビーのエージェント。野心的な人物で、アレクセイに取り入る。
- 農民：セルジ・ロペス
  - 不法滞在者。ドン・キホーテとトビーをかくまう。
- 農民の妻：ロッシ・デ・パルマ[18][19]
  - 不法滞在者。ドン・キホーテとトビーをかくまう。
- ラウル：ホヴィク・ケウチケリアン（英語版）[20]
  - アンヘリカの父。酒場を経営。「鏡の騎士」に扮してドン・キホーテを連れ帰ろうとする。
- アレクセイ・ミシュキン：ジョルディ・モリャ[19]
  - ロシア系の富豪。スペインの古城を購入して自邸とし、アンヘリカなどを囲っている。

主要キャスト
ジョナサン・プライス
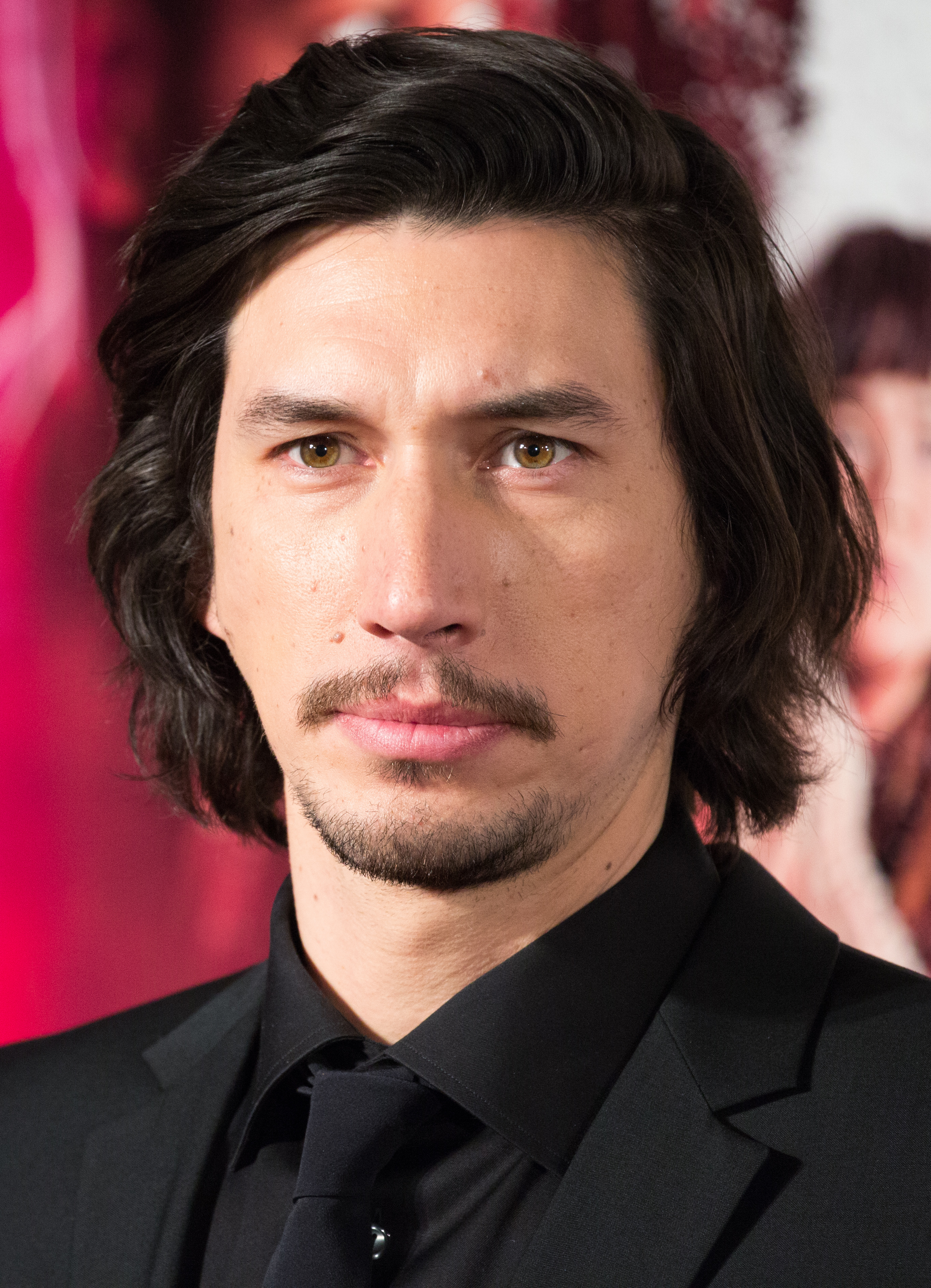
アダム・ドライバー
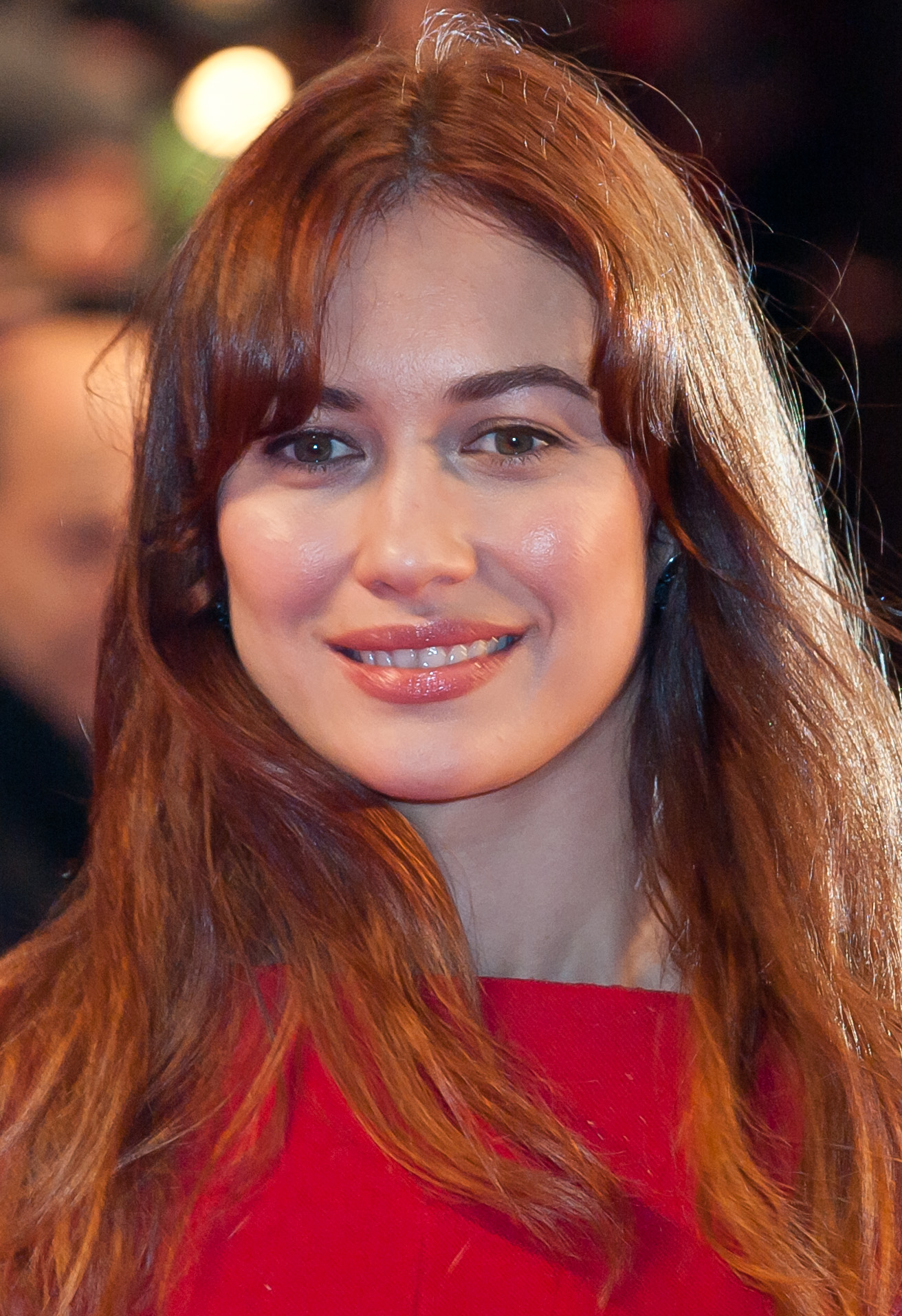
オルガ・キュリレンコ
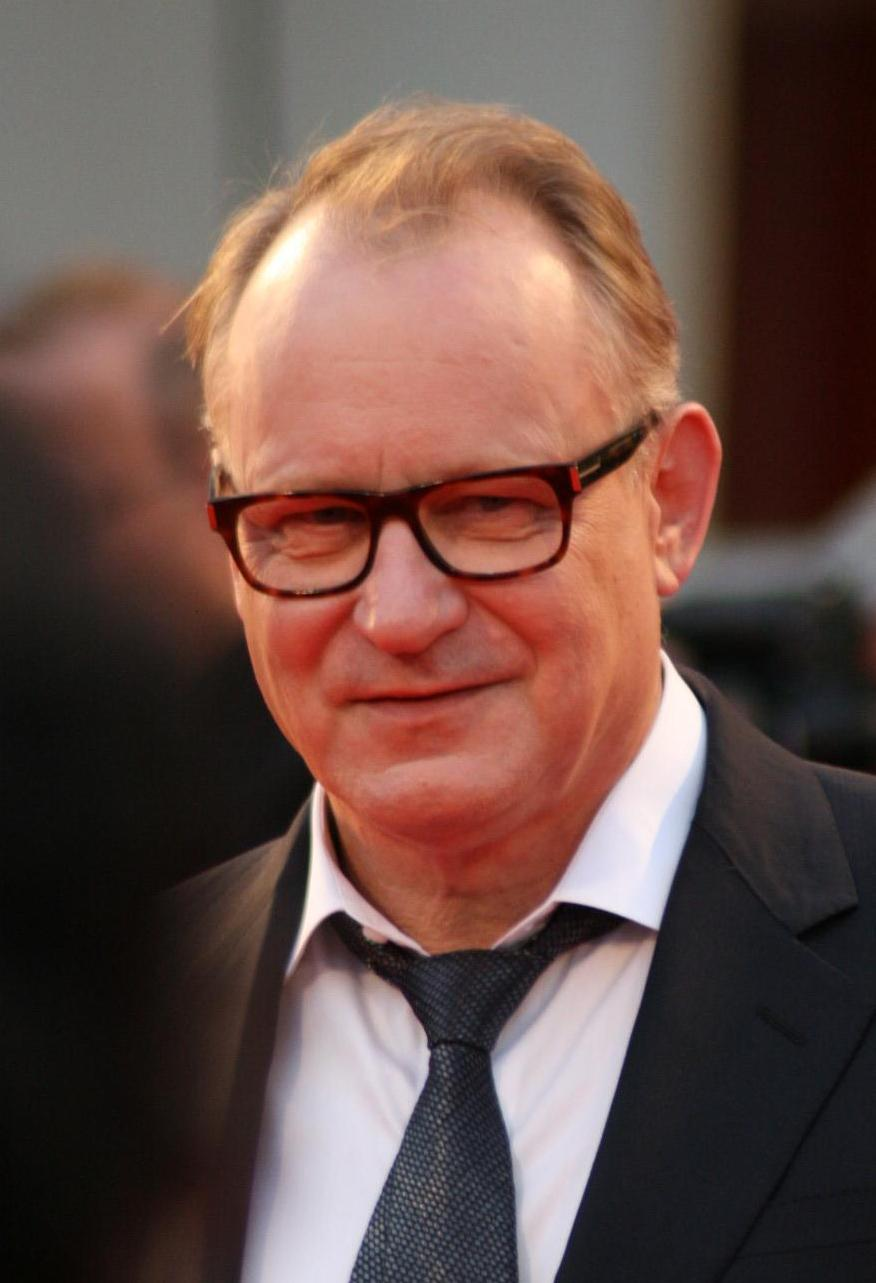
ステラン・スカルスガルド
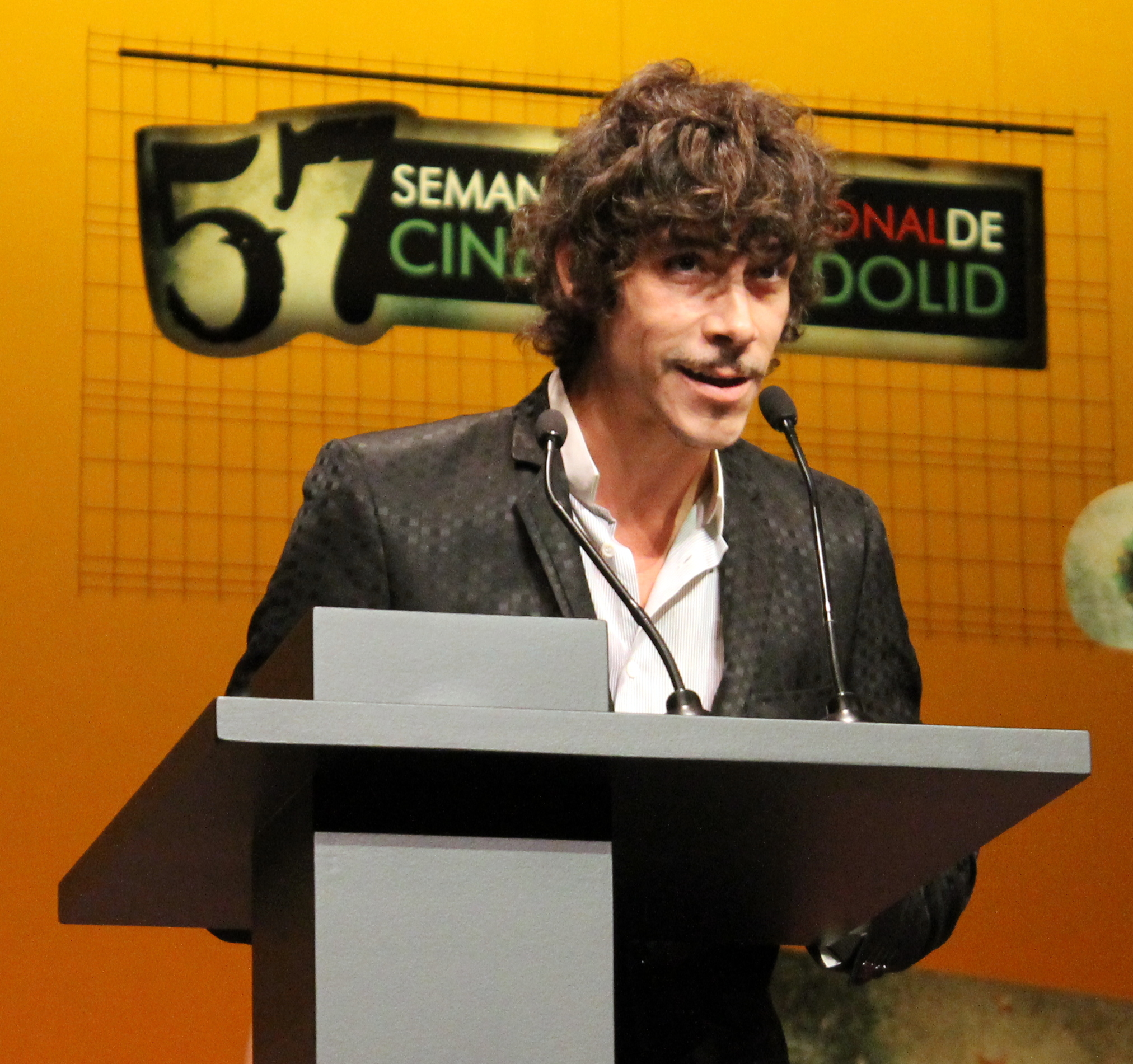
オスカル・ハエナーダ
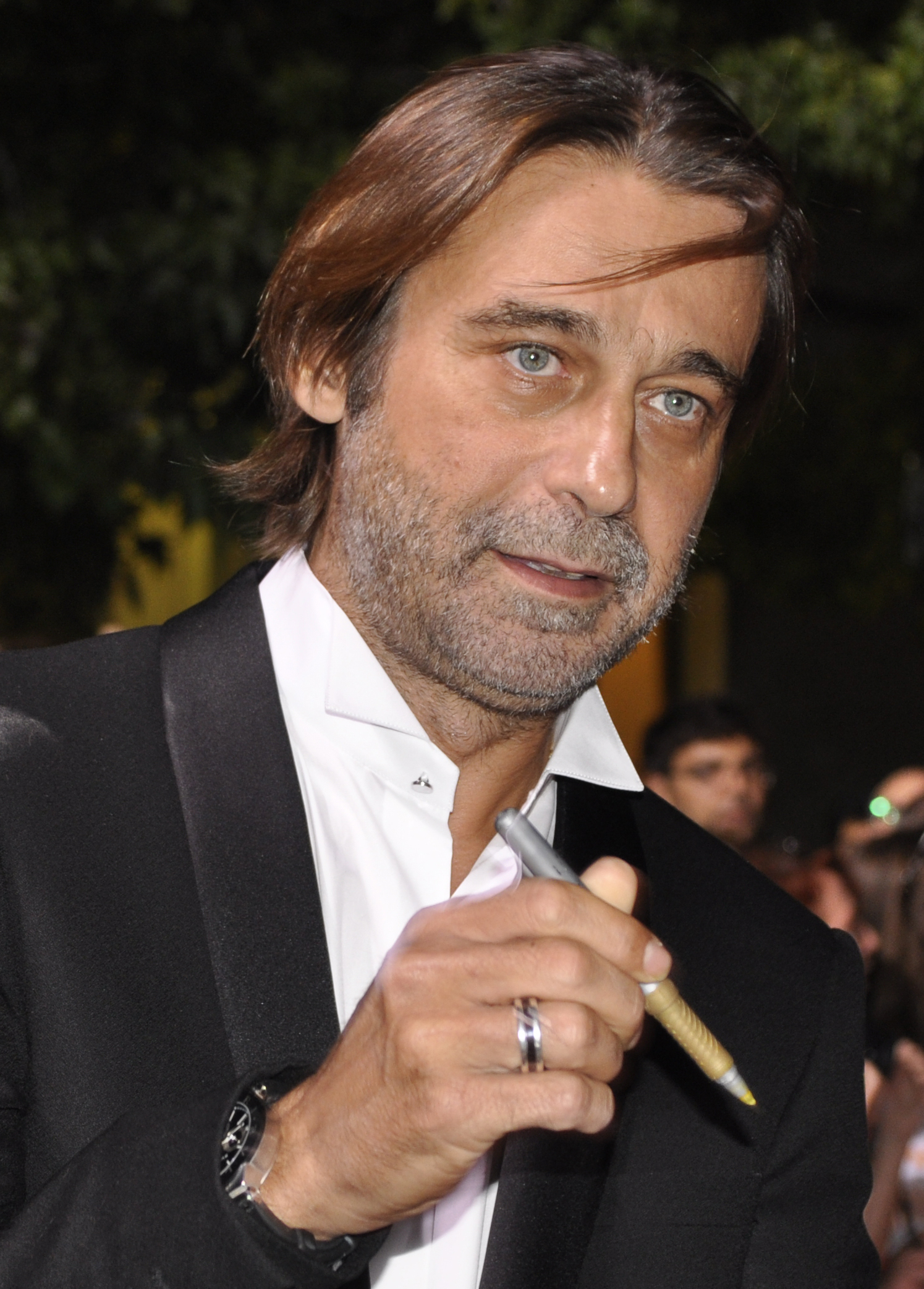
ジョルディ・モリャ
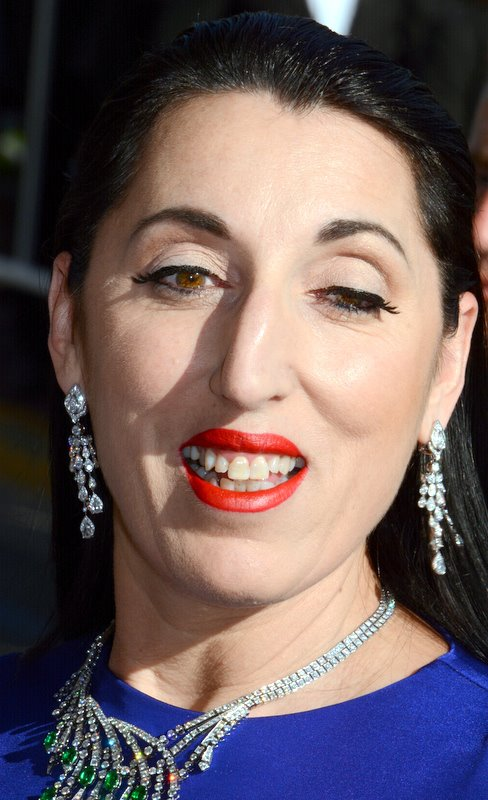
ロッシ・デ・パルマ

## 制作
映画のプリ・プロダクションは1998年に始まり、ヨーロッパ資本で3120万ドルの資金を集めた。主役のキホーテにはジャン・ロシュフォール、時を遡る21世紀のマーケティング幹部トビー・グリソーニ役にジョニー・デップ、また女性の主役としてヴァネッサ・パラディの起用が決まっていた。撮影は2000年にナバラ州で始まったが、洪水によるセットや器材の被害、病気によるロシュフォールの降板、保険取得をはじめとした経済的難点など数多の困難に襲われ、突然の制作中止に陥った後キャンセルされた。最初の制作の様子は2002年のドキュメンタリー映画『ロスト・イン・ラ・マンチャ』に収められているが、そもそもこの映像は作品のメイキング映像として企図されていたものだった。
ギリアムはその後も2005年から2015年にかけて複数回再始動に挑戦した。キホーテ役にはロバート・デュヴァル、かつてモンティ・パイソンで同僚だったマイケル・ペイリン、ジョン・ハートの名前が挙がり、またグリソーニ役にはデップの他にユアン・マクレガーやジャック・オコンネルが考えられたが、資金確保の失敗、デップの多忙なスケジュールと徐々な計画への意欲喪失、また後に彼の死因となったハートの癌診断など、多数の理由からどれも実現しなかった。
ギリアムは2016年の第69回カンヌ国際映画祭の席で、ペイリンをキホーテ、アダム・ドライバーをグリソーニ、オルガ・キュリレンコを女性の主役に据え、2016年10月から撮影が行われると発表した。制作はプロデューサーのパウロ・ブランコが資金確保に失敗したことから再度放棄されたが、2017年3月に、最初の制作開始から17年を経てクランクインに漕ぎ着けたこと、またドライバーとキュリレンコは続投しており、キホーテ役がジョナサン・プライスに替わったことが報じられた。同年6月4日にはギリアムが撮影完了を公表した。作品は2018年5月19日に第71回カンヌ国際映画祭のクロージング・フィルムとして世界初上映された。映画化の権利問題を巡る訴訟から、北米興行の配給は当初のアマゾン・スタジオからスクリーン・メディア・フィルムズへ変更され、北アメリカで2019年3月に封切られた。日本ではショウゲートが配給権を取得し、2020年1月24日に公開された。

### 放棄されたオリジナル版の制作（1998年から2000年）

#### 発展

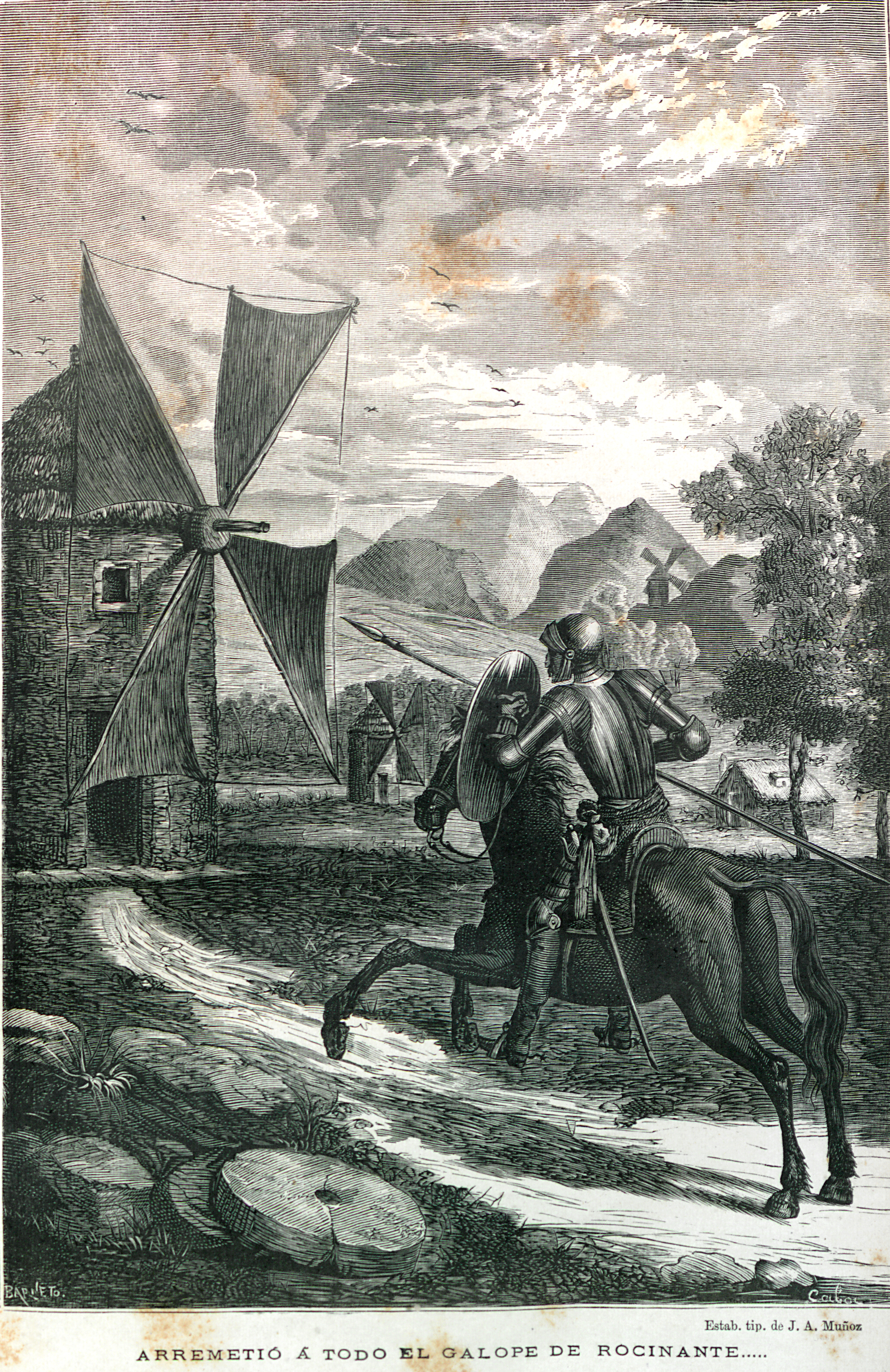
監督のテリー・ギリアムは、『ドン・キホーテ』の中に自身の作品のテーマと通ずるものを見出した

監督のテリー・ギリアムは、『ドン・キホーテ』という作品の中に、個人対社会、正気という概念など、自身の作品に広く存在する多くのテーマを見出し、翻案に踏み切った。作品は大陸ヨーロッパ最大規模で制作される計画になり、当初は4,000万ドルの予算が組まれていたが、後に3,210万ドルに縮小された。作品はギリアムにとって最も野心的な映画のひとつになる予定で、またアメリカ資本を使わずに、ヨーロッパ資本だけで制作されることになった。
ギリアムと共著者のトニー・グリソーニは、ミゲル・デ・セルバンテスの作品を資料にするのはあまりに莫大だと気付き、『アーサー王宮廷のコネチカット・ヤンキー』に触発された大きな筋の変更を加えて、自分たち自身の『ドン・キホーテ』譚を書くことに決めた。サンチョ・パンサは物語の最初に登場するだけで、その後は21世紀から時代を遡ってきたマーケティング幹部、トビー・グリソーニに取って代わられる。映画は全編スペイン、またヨーロッパ各地で撮影される予定だった。主役のドン・キホーテ役にはジャン・ロシュフォールが選ばれ、彼は7か月かけて英語の練習をしたという。トビー・グリソーニ役にはジョニー・デップが決まり、また彼の恋の相手には、デップと実際に当時交際していたヴァネッサ・パラディが選ばれた。その他のキャストとしては、ミランダ・リチャードソン、クリストファー・エクルストン、ビル・パターソン、ロッシ・デ・パルマ、ジョナサン・プライス、イアン・ホルム、エヴァ・バステイロ＝バートーリ (Eva Basteiro-Bertoli) 、ピーター・ヴォーン、サリー・フィリップスなどの名前が挙がっていた。
広告店幹部のトビー・グリソーニ役には、当初ジョニー・デップが考えられていたが、スケジュール上彼が参加できるのか、また作品に参加したいと思っているのかどうかは全く不明のままだった。2009年の映画『パブリック・エネミーズ』のプレス・ジャンケット（報道関係向けプロモーションイベント）の席で、デップは次のように述べている。

当時名前が挙がっていた主要キャスト
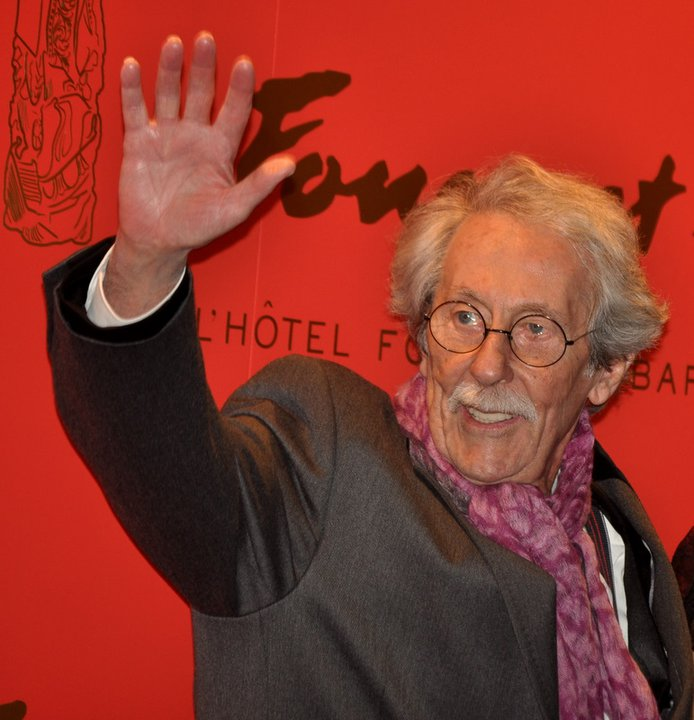
ジャン・ロシュフォール
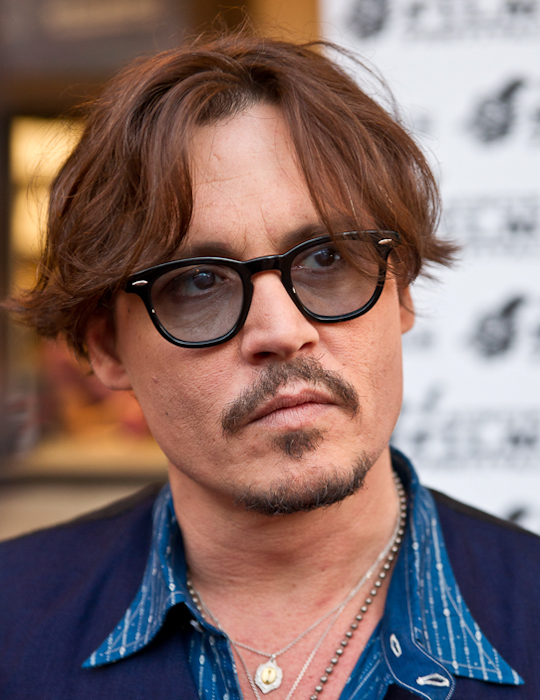
ジョニー・デップ
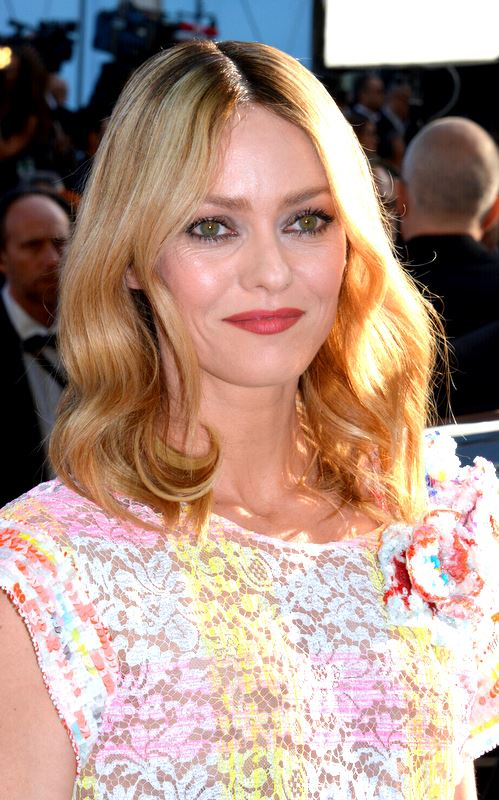
ヴァネッサ・パラディ
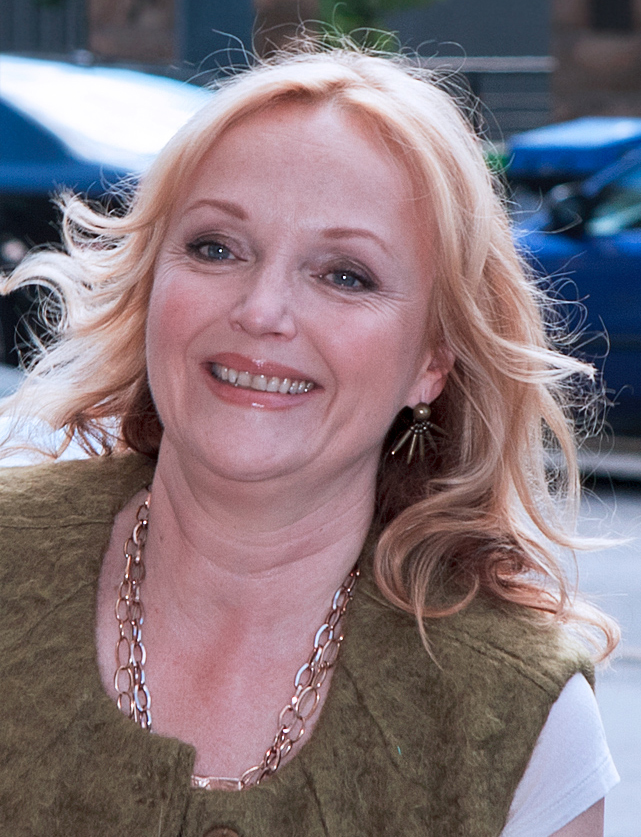
ミランダ・リチャードソン
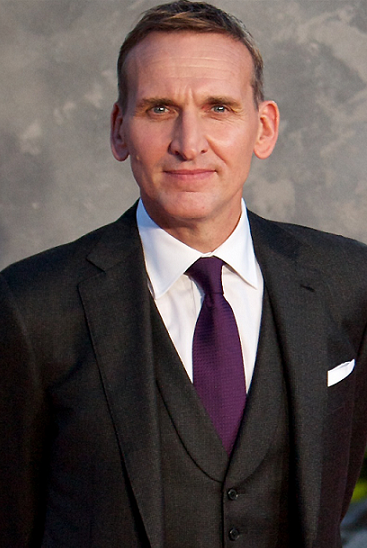
クリストファー・エクルストン
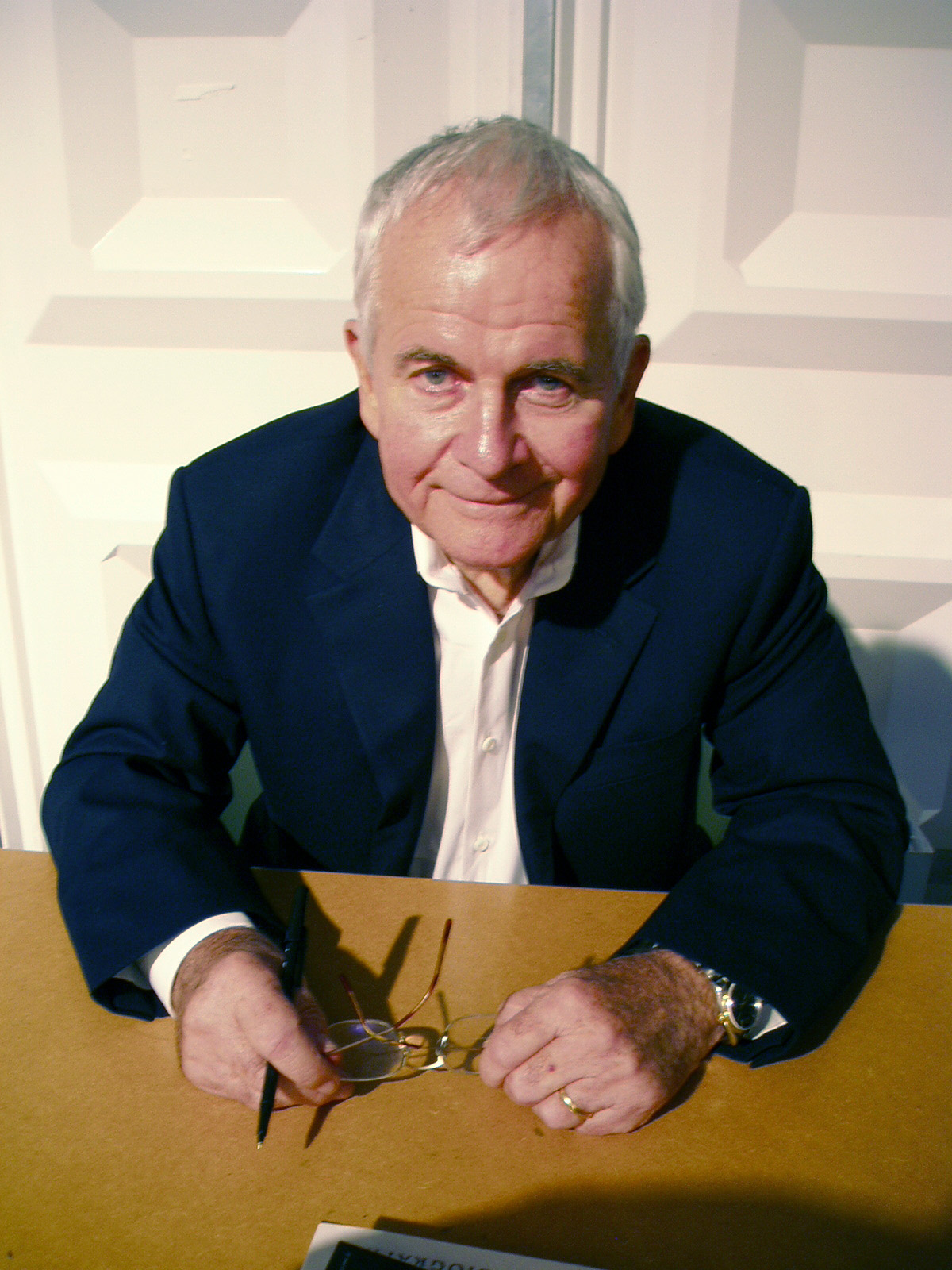
イアン・ホルム

#### 撮影と中止

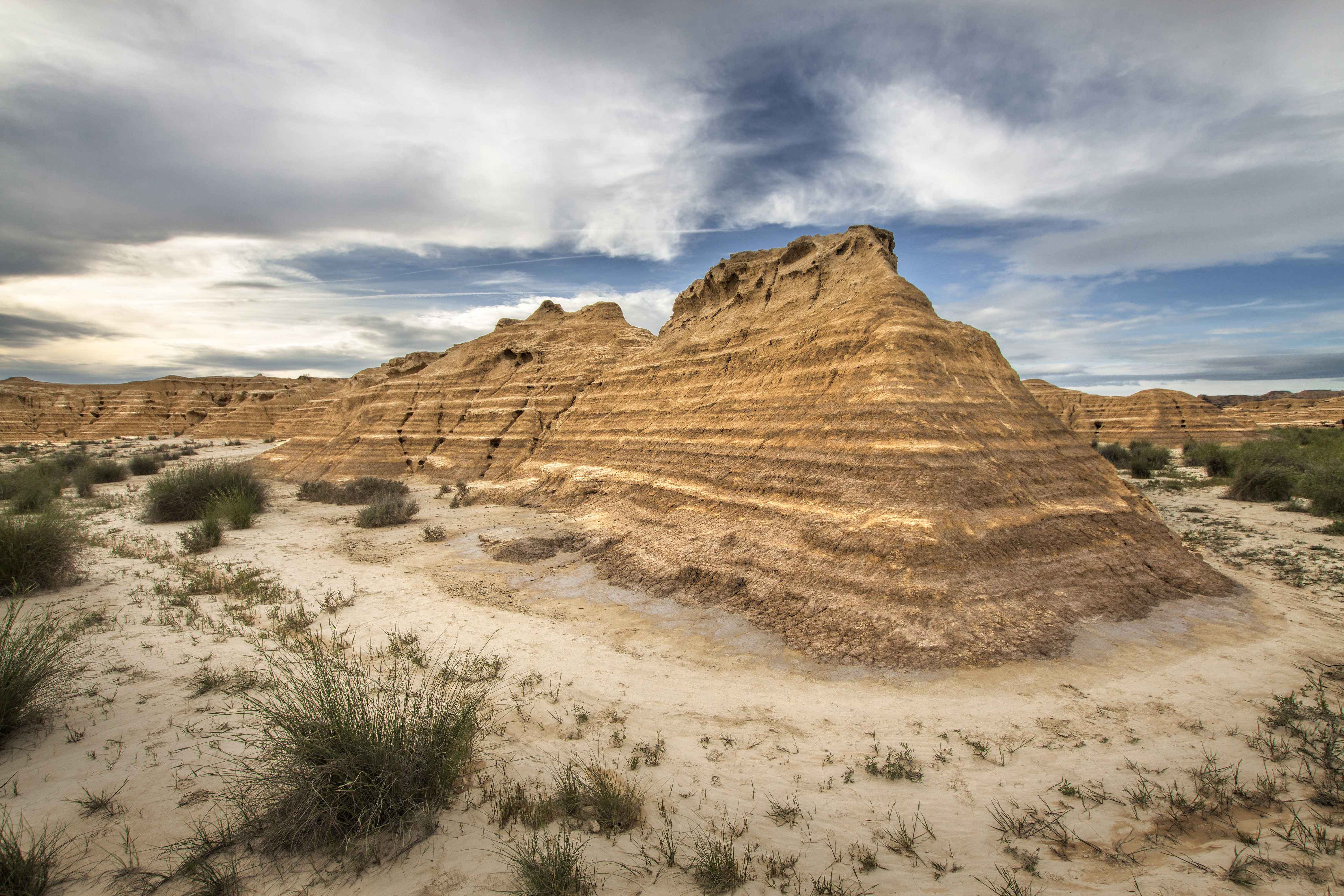
バルデナス・レアレスを映した一枚。不毛の崖が広がる景勝地である

撮影監督にニコラ・ペコリーニを据え、撮影は2000年9月に始まった。最初のロケ地は、スペイン・マドリードの北部にある不毛の景勝地バルデナス・レアレスで、NATOの軍用地にも程近かった。このため軍用戦闘機が頻繁に頭の上を飛び交い、録音テープが使い物にならなくなったので、スタッフたちはポストプロダクションで後日アフレコする指示を出した。撮影2日目には鉄砲水に襲われて撮影機材が流出し、またこれによって崖の色が変わってしまい、それまでに撮ったテープは使えなくなってしまった。馬術に秀でていたロシュフォールは乗馬と演技に挑戦したが、その際に痛みが走り、馬から下りるのにも、歩くのにも助けが要るほどになった。彼はその後パリにいる主治医の元へ帰ったが、そこで2箇所の椎間板ヘルニアと診断された。スタッフはその後数日、ピエドラ修道院でデップを映すシーンなど、ロシュフォールの出演しないシーンを撮影しようとしたが、時が経つにつれロシュフォールの降板は確定的になる。ギリアムはドン・キホーテ役のキャスティングに2年をかけており、ロシュフォールも7か月にわたる英語の勉強を行っていたため、ギリアムはこの事態を自身のプロジェクトに対する致命的欠陥だと判断した。最終的に制作は2000年11月にキャンセルされ、この映画が作られなかった顛末を描くドキュメンタリー映画『ロスト・イン・ラ・マンチャ』が2002年に公開された。

### この後の制作挑戦（2005年から2016年）

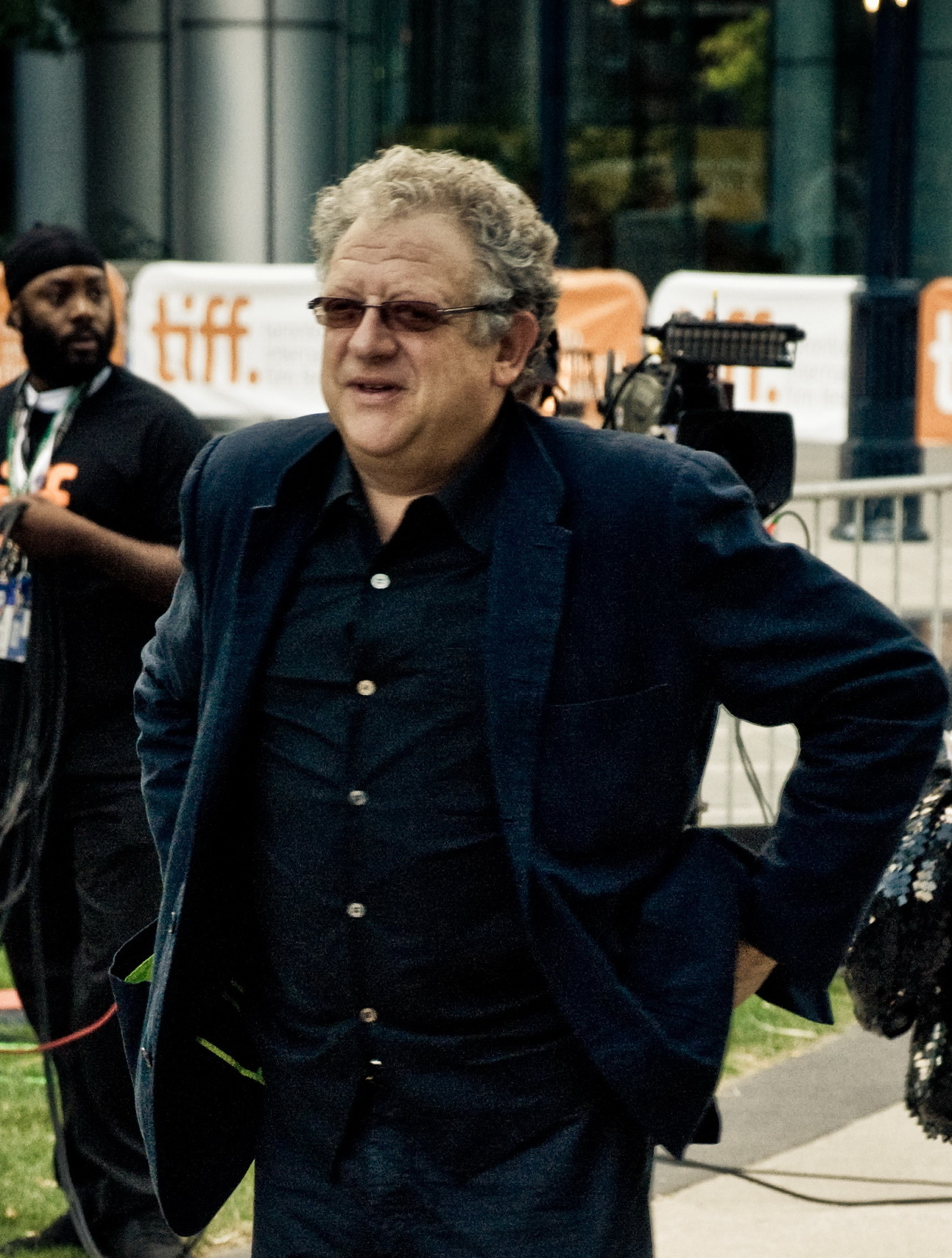
映画制作に乗り出したと報じられたジェレミー・トーマス

オリジナル版の制作が頓挫した後、映画の出資者のために保険の支払が提起された。アメリカドルで1500万ドルが支払われたと報じられており、また脚本の権利は保険会社へと移った。ギリアムがプロデューサーたちと共に、制作再開に向けた支援を取り付けようとしているという噂は、2003年以来幾度となく挙がっていた。2005年の第58回カンヌ国際映画祭では、ついに決定的なニュースがいくつか入り、イギリスのプロデューサーで『ローズ・イン・タイドランド』に関わったジェレミー・トーマスが、プロジェクトの再始動に関心を持っていると発表された。2005年には、ギリアムがドン・キホーテ役にジェラール・ドパルデューを望んでいると明かした。
2006年7月、フランスのプロデューサーやドイツの保険会社との6年近くに及ぶ法的義務交渉の末、権利問題がクリアになった。ギリアムはミュンヘン国際ドキュメンタリー映画祭で、制作会社がギリアムに権利を認める方針で、ジェレミー・トーマスが制作へ意欲を持ち続けていると述べた。2006年8月、ギリアムは『ローズ・イン・タイドランド』の上映後質問会の場で、制作頓挫による複雑な法的問題は最終的に片付き、脚本の権利は近い将来にギリアムと共作者グリソーニの元に戻るだろうとした。
2008年、ギリアムは再制作版のプリ・プロダクションを再開した。映画は全編再撮影されることになり、ロシュフォールが演じるはずだったドン・キホーテ役は別の俳優が演じることになった。2008年には、かつてモンティ・パイソンで同僚だったマイケル・ペイリンがギリアムと会談し、ロシュフォールの役を引き継いでドン・キホーテを演じると報じられた。2009年11月には、ギリアムが再配役を完了したと述べたが、誰が選ばれたのかについては口を割ろうとしなかった。2009年12月にCollider.comで行われたインタビューで、ロバート・デュヴァルがギリアムの新ドン・キホーテに選ばれたと明かし、ギリアムは後にこれを認めて、グリソーニ役にはまだデップを考えているとした。デップは既にディズニー映画2本にサインしており、さらなる制作の遅れが危ぶまれたが、撮影開始は2010年初めに設定され難を逃れた。ところが、デップは自身のタイトなスケジュールにギリアムの映画が入る余地は無いと発言し、制作スケジュールがこのまま維持されるのかは不透明になった。またデップは、自分がこの映画の再製作に戻りたいと思っているのか、全く定かではないと発言した。作品はレコーディド・ピクチャー・カンパニーのジェレミー・トーマス制作で作られると決まり、また国際配給はハンウェイ・フィルムズに決まった。
ギリアムは2009年に、再度主要プリ・プロダクションを始めた。再び脚本の権利を得たギリアムとグリソーニは、2009年1月に脚本の再執筆を始め、1か月以内に終わる見込みだとした。2009年8月にはデップの降板が発表され、2010年5月17日にはユアン・マクレガーの起用が発表された。
2010年9月5日には、ギリアムが『バラエティ』誌で、1か月半前に資金繰りが頓挫し、再撮影がいまだに始まっていないと明かした。またギリアムは、タイトル・ロールにロバート・デュヴァルが決まり、ユアン・マクレガーも出演するとして、主要キャストが最終決定したと述べた。2011年末にはマクレガーの降板が報じられた。2012年には、ジョニー・デップがプロデューサーとしてこの作品の制作に戻ると報じられた。

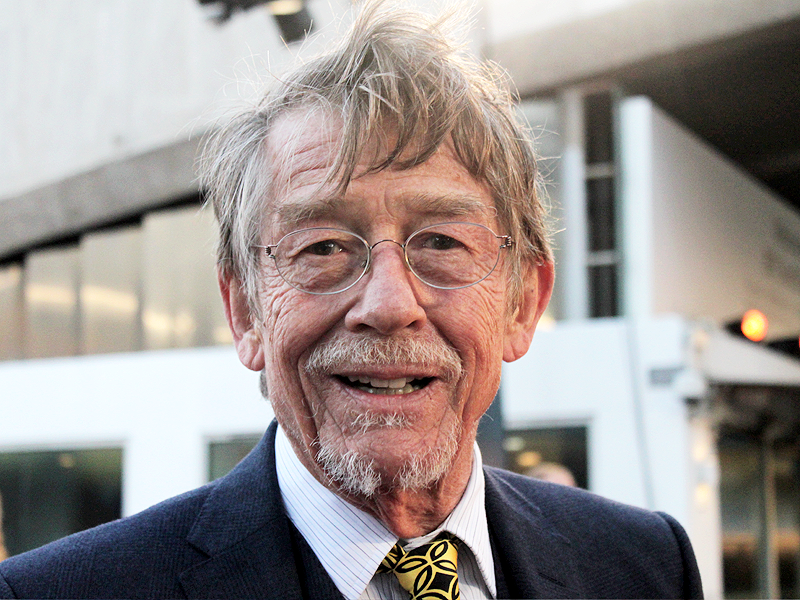
ドン・キホーテ役にはジョン・ハートが決まったと報じられたが、彼の膵臓癌が元で再び暗礁に乗り上げることになる

2014年1月、ギリアムは自身のFacebookページに、「ドン・キホーテの夢は再び始まった。[中略]老いぼれのくそったれを、今年中に彼の馬に乗せてやれるだろうか？」と綴って、巨人が登場するコンセプト・アートを投稿した。『エンパイア』誌ウェブサイトでのインタビューで、ギリアムは2014年9月29日にカナリア諸島で制作が始まる予定だと明かした。同時に資金面でスペインのプロデューサーであるアドリアン・グエラ（西: Adrián Guerra）の参加も明かされ、ギリアムはグエラについて、「本当に頭が良くて映画を愛している。彼は未だに映画を愛しているくらい充分に若いわけだけど、自分たちは何を差し置いてもキャスティングをしてお金を用意しなくちゃいけないわけで、これが現状だ」と述べた。またギリアムの共作者デイヴ・ウォレンによる新しいコンセプト・アートも発表された。2014年8月、『TheWrap』のインタビューにおいて、ギリアムは資金確保を明かし、映画の筋書きが変わったとして、「僕らの主役は、実際にドン・キホーテ映画を何本も以前に制作しているが、その作品は大衆が満足できるものとは言い難い。荒れ狂うやつも、呑んだくれになるやつも、あばずれ女になるやつもいるんだ」と述べた。2014年9月には、ジョン・ハートがデュヴァルに代わってドン・キホーテ役に決定したと報じられた。
『ゼロの未来』プロモーションで『ローリング・ストーン』誌のインタビューを受けたギリアムは、次の映画について「自分の計画では[『ドンキホーテを殺した男』]だが、現実味のある話はなにもない。[中略]現時点で言える事は何も無くて、それはちょっとした小休止に陥っているからなんだ——またね」と述べた。何故この映画を作り続けるのか聞かれたギリアムは、「本当に自分でも全く分からないんだ。最近では『もし今回も上手く行かなかったら見限るぞ』って思い始めている。この仕事をするのに人生の多くを無駄にし過ぎたよ」と述べている。
2015年6月9日、アマゾン・スタジオが作品を劇場公開すると発表し、その後Amazonでストリーミング配信されると明かされた。ギリアムはこのことについて、「このやり方にそそられている。作品はまず映画館で公開され、1、2か月後にストリーミングされる。大きなスクリーンで観る機会があるのはいいことだと思うし、映画館で観るよりDVDで観る人の方が多くて、今じゃそれが普通のことだってことも分かってるしね」と述べた。2015年9月には、ハートが撮影直前に膵臓癌と診断されたため、映画制作が再び中止されたと報じられた。この際グリソーニ役にはジャック・オコンネルの名前が挙がっていた。

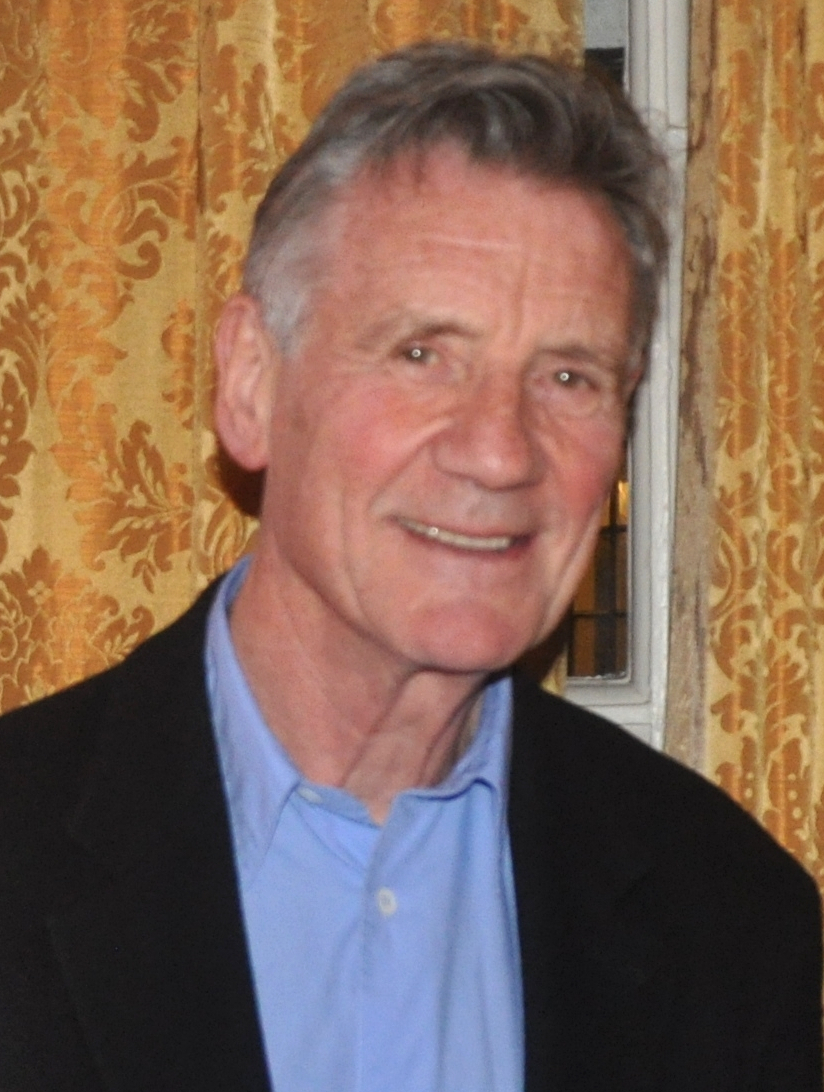
ドン・キホーテ役には、モンティ・パイソンの同僚だったペイリンの名前も挙がっていた

2016年、ギリアムは第69回カンヌ国際映画祭の席で、撮影が2016年10月に始まる予定で、キホーテ役にペイリン、グリソーニ役にアダム・ドライバー、女性主役にオルガ・キュリレンコが決まったと発表した。新バージョンは舞台を現代に設定し、コマーシャルを撮影する監督で、かつて『ドン・キホーテ』物語を翻案した学生映画を撮影したグリソーニが、ロケ地にした小さなスペインの村に戻り、映画が悲惨な影響を及ぼしていたと知る。同時に新たなコンセプト・アートが公開された。しかしながら2016年10月2日、プロデューサーのパウロ・ブランコが資金確保に失敗したことから制作の更なる遅れが発表された。この事態についてギリアムは、未だに撮影の意志はあると明かし、「映画が死ぬ前に自分が死ぬんじゃないかな」と茶化した。

### 公開（2017年～2019年）

#### 撮影
2017年3月、ギリアム最初の挑戦以来初めて再撮影が始まったことが予期せず明らかになり、キホーテ役がジョナサン・プライスに替わったこと、またドライバーとキュリレンコが以前の報道通りグリソーニと女性主役で続投していることが明かされた。これに加え、オスカル・ハエナーダ、ロッシ・デ・パルマ、ジェイソン・ワトキンスの出演も明らかになった。2017年6月4日には、ギリアムが自身のFacebookページで、最初の撮影開始から17年かかって、クランクアップの日を迎えたことを報告した。

#### ポストプロダクション
2017年11月、ギリアムは映像編集作業が完成間近であることを明かし、「自分たちは今絶えず手を動かしていて、仕事は2、3だけ、そして大体形は出来上がっている。もう何か月か視覚効果や音声、音楽について作業が必要だ。それでも物語としてはほとんど凝縮されたし、驚くくらい素晴らしい」と述べた。また同年10月には初号試写が終わったと報じられ、2018年夏頃には封切られるのではないかとされた。

#### 制作への論争

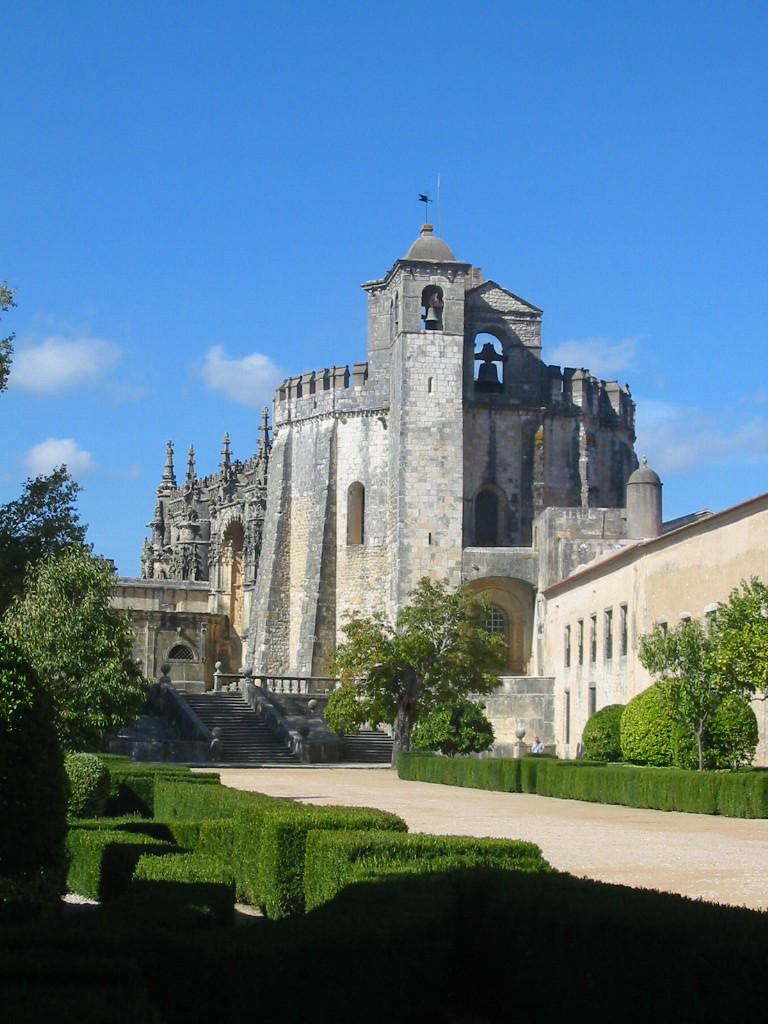
撮影が行われたトマールのキリスト教修道院

再撮影版にも、いくつかの問題が発生していることが明らかになっている。ポルトガルでの撮影中、ギリアムのチームは公共物や、トマールの有名修道院でUNESCOの世界文化遺産に指定されているトマールのキリスト教修道院に損害を与えたとして訴えられたと報じられた。この糾弾はポルトガルのニュース・チャンネルRTP1発のもので、クルーが「12世紀のトマールのキリスト教修道院で、欠けた石細工や、壊れた屋根タイル、根こそぎ引き抜かれた木などを放置して去った」とされている。ギリアムはこの糾弾を否定し、「[修道院]は自分が観た中で最も輝かしい建物のひとつだと思う。あそこで自分たちがやったことは、建物を損傷から守るためで——ちゃんと成功した。木は1本も切られていないし、石だって壊されていない」「敬意の無いことなんて少しもやっていない。ヒステリックに騒ぐ前に、事実をちゃんと得るべきだ」と述べた。その後、報道が正しいのか判断するため、数週にわたってポルトガル政府による調査が行われ、「ある程度の損傷」("some damage") が見つかったものの、撮影を監督していた修道院職員に報告されていたものだったと分かった。また木の損傷は、以前行われた別の無関係な映画の撮影中に起きたものだとされた。2017年7月4日、ポルトガル当局はギリアムたちクルーが「些細な損害」("insignificant damage") にのみ責任があると結論付け、糾弾は「厳密さを欠き、科学的知識の欠如を明らかにした」ものだったと付け加えた。
加えて、ギリアムが以前再撮影に挑んだ時にプロデューサーを務めていたパウロ・ブランコが、新バージョンは「違法」("illegal") であり、映画に関する権利はギリアムではなく自分が持っているので、撮影した素材は全て、以前関与していた制作会社の1つであるアルファマ・フィルムズ (Alfama Films) にあると訴えた。現在のプロデューサー陣は、ブランコの訴えは「馬鹿げたもの」("preposterous") で、彼は「『ドン・キホーテ』に関する何の権利も持っていない」と述べた。レコーディド・ピクチャー・カンパニーのCEOを務めるピーター・ワトスンは、「ブランコ氏の法的関係に関する解釈はほとんど悪漢のようだ。もし彼が本当に尊敬すべきドンを殺そうとしているのなら、馬上槍試合でもやればいいんじゃないかな」と述べた。この争いは法廷に持ち込まれ、判決言い渡しが2018年6月15日に決まったことから、当初予定されていた2018年5月のフランス公開と第71回カンヌ国際映画祭でのプレミア上映は、延期を余儀なくされると考えられていた。その後、パリの裁判所で上映を認める判決が下ったことから、カンヌ国際映画祭のクロージング・フィルムとして上映されることが正式決定した。6月15日に言い渡された判決では、ブランコの訴えを認めて映画化に関するギリアムの権利を剥奪したとされ、世界各地での公開については再び白紙となった。映画制作陣からは、ブランコが判決について誇張しており、ギリアム側から金銭の支払いがあるものの、上映権については引き続き制作陣が保持しているとの発表があった。このインタビューに答えたプロデューサーのマリエラ・ベスイエフスキーは、米国公開の見通しが立っていること、ヨーロッパ公開の調整を行っている最中であることを明かした。

#### 正式公開
2018年12月にスクリーン・メディア・フィルムズが北米興行の配給権を獲得し、北アメリカで2019年3月に封切られた。日本ではショウゲートが配給権を取得し、2020年1月24日に公開された。
なお、公開版のエンディングクレジット冒頭では「ジャン・ロシュフォールとジョン・ハートに捧ぐ」と表示される。

## 作品の評価

### 映画批評家によるレビュー
Rotten Tomatoesによれば、批評家の一致した見解は「『テリー・ギリアムのドン・キホーテ』は長年に渡る期待には応えられないかもしれないが、テリー・ギリアム監督らしい独創的な作品で、ファンを満足させるには充分なものになっている。」であり、122件の評論のうち高評価は64%にあたる78件で、平均点は10点満点中5.94点となっている。
Metacriticによれば、25件の評論のうち、高評価は12件、賛否混在は13件、低評価はなく、平均点は100点満点中58点となっている。